# Campionat italià de waterpolo masculí
El campionat italià de waterpolo masculí és la màxima competició masculina de waterpolo d'Itàlia. Està dividit en les categories Serie A1, A2, B, C i Promozione.

## Palmarès Serie A1
| - 33 títols: AS Pro Recco - 11 títols: CN Posillipo - 9 títols: RN Florentia - 8 títols: Canottieri Napoli - 8 títols: Andrea Doria Gènova - 6 títols: RN Camogli - 5 títols: RN Napoli - 4 títols: Genoa CFC - 3 títols: AS Waterpolis Pescara | - 3 títols: RN Savona - 2 títols: RN Milano - 2 títols: AS Roma Pallanuoto - 1 títols: SS Lazio Nuoto - 1 títols: RN Bogliasco - 1 títols: Leonessa Nuoto - 1 títols: Sportiva Sturla - 1 títols: Canottieri Olona - 1 títols: US Triestina |

## Historial
| - 1912: Genoa CFC - 1913: Genoa CFC - 1914: Genoa CFC - 1915-18: no es disputà - 1919: Genoa CFC - 1920: Rari Nantes Milano - 1921: Andrea Doria Gènova - 1922: Andrea Doria Gènova - 1923: Sportiva Sturla - 1924: no es disputà - 1925: Andrea Doria Gènova - 1926: Andrea Doria Gènova - 1927: Andrea Doria Gènova - 1928: Andrea Doria Gènova - 1929: US Triestina - 1930: Andrea Doria Gènova - 1931: Andrea Doria Gènova - 1932: Rari Nantes Milano - 1933: Rari Nantes Florentia - 1934: Rari Nantes Florentia - 1935: Rari Nantes Camogli - 1936: Rari Nantes Florentia - 1937: Rari Nantes Florentia - 1938: Rari Nantes Florentia - 1939: Rari Nantes Napoli - 1940: Rari Nantes Florentia - 1941: Rari Nantes Napoli - 1942: Rari Nantes Napoli - 1943-45: no es disputà - 1946: Rari Nantes Camogli - 1947: Canottieri Olona Milano - 1948: Rari Nantes Florentia - 1949: Rari Nantes Napoli - 1950: Rari Nantes Napoli - 1951: Canottieri Napoli | - 1952: Rari Nantes Camogli - 1953: Rari Nantes Camogli - 1954: AS Roma Pallanuoto - 1955: Rari Nantes Camogli - 1956: SS Lazio Nuoto - 1957: Rari Nantes Camogli - 1958: Canottieri Napoli - 1959: Pro Recco - 1960: Pro Recco - 1961: Pro Recco - 1962: Pro Recco - 1962-63: Canottieri Napoli - 1963-64: Pro Recco - 1964-65: Pro Recco - 1965-66: Pro Recco - 1966-67: Pro Recco - 1967-68: Pro Recco - 1968-69: Pro Recco - 1969-70: Pro Recco - 1970-71: Pro Recco - 1971-72: Pro Recco - 1972-73: Canottieri Napoli - 1973-74: Pro Recco - 1974-75: Canottieri Napoli - 1975-76: Rari Nantes Florentia - 1976-77: Canottieri Napoli - 1977-78: Pro Recco - 1978-79: Canottieri Napoli - 1979-80: Rari Nantes Florentia - 1980-81: Rari Nantes Bogliasco - 1981-82: Pro Recco - 1982-83: Pro Recco - 1983-84: Pro Recco - 1984-85: Circolo Nautico Posillipo - 1985-86: Circolo Nautico Posillipo | - 1986-87: Waterpolis Pescara - 1987-88: Circolo Nautico Posillipo - 1988-89: Circolo Nautico Posillipo - 1989-90: Canottieri Napoli - 1990-91: Rari Nantes Savona - 1991-92: Rari Nantes Savona - 1992-93: Circolo Nautico Posillipo - 1993-94: Circolo Nautico Posillipo - 1994-95: Circolo Nautico Posillipo - 1995-96: Circolo Nautico Posillipo - 1996-97: Waterpolis Pescara - 1997-98: Waterpolis Pescara - 1998-99: AS Roma Pallanuoto - 1999-00: Circolo Nautico Posillipo - 2000-01: Circolo Nautico Posillipo - 2001-02: Pro Recco - 2002-03: Leonessa Nuoto Pallanuoto - 2003-04: Circolo Nautico Posillipo - 2004-05: Rari Nantes Savona - 2005-06: Pro Recco - 2006-07: Pro Recco - 2007-08: Pro Recco - 2008-09: Pro Recco - 2009-10: Pro Recco - 2010-11: Pro Recco - 2011-12: Pro Recco - 2012-13: Pro Recco - 2013-14: Pro Recco - 2014-15: Pro Recco - 2015-16: Pro Recco - 2016-17: Pro Recco - 2017-18: Pro Recco - 2018-19: Pro Recco - 2019-20: no assignat |